# Onagracee
Onagraceele (Onagraceae), denumite și enotheracee, enoteracee, oenotheracee  (Oenotheraceae) este o familie de plante dicotiledonate ierboase, rar lemnoase (arbori, arbuști și uneori liane, mai ales în locurile umede din tropice), bianuale până la perene, rareori anuale, cu flori diapetale, roșii, albe, violacee sau galbene. Familia cuprinde peste 650 de specii de specii răspândite în America de Sud și de Nord, Europa și Asia, mai ales în regiunea temperată, multe dintre ele fiind decorative. Se cunosc din eocen. Flora României conține 27 de specii spontane și cultivate, iar cea din Republica Moldova 13 specii de onagracee. Onagraceele au frunze simple, opuse sau alterne, cu stipele mici, abia vizibile, căzătoare timpuriu. Florile sunt hermafrodite (bisexuate), epigine, radiar simetrice (actinomorfe), rar cu simetrie ușor bilaterală (zigomorfe), de obicei tetramere, rareori dimere sau trimere. Florile sunt dispuse solitar, axilar,  sau în raceme sau spice terminale. Învelișul floral este diferențiat în caliciu și corolă. Caliciu este dialisepal (cu sepalele separate), din 4 sepale, uneori prin reducere 2, după înflorire adesea răsfrânte. Corola este dialipetală, formată din 4 petale, rareori 2 sau lipsesc, roșii, albe, violacee sau galbene; petalele alternează cu sepalele și sunt de obicei mari, mai rar mici, răsucite în mugure. Androceul are de obicei 8 stamine, uneori se reduce la 4 sau la 2 stamine sau se transformă în staminodii. Gineceul cu ovar inferior sau semiinferior este 2-6-locular, uneori cu pereți despărțitori incomplect dezvoltați sau avortați și atunci unilocular. Stilul este simplu, cu stigmat întreg și globulos, bilobat sau tetralobat. Receptacul colorat este adesea concrescut cu ovarul; el este alungit în formă de tub sau cupă, cu caliciul, corola și androceul înserate la partea superioară. Formula florală este ⚥✴ rar •|• K4-2 C4-2 sau C0 A8,4,2 G(4). Polenizarea este entomofilă.  Fructul este o capsulă, bacă sau achenă. Uneori axa florală se prelungește în fruct și e viu colorată;  fructul se  deschide longitudinal în 4 valve, multisperm, rar 1-2 sperm, sau indehiscent (la unele genuri din cultură fructul poate fi cărnos). Semințele sunt mici, netede sau verucoase, cu înveliș pielos, sau nude, prevăzute cu un smoc de peri, fără albumen; embrionul este drept și cotiledoanele sunt egale.

## Specii din România
Flora României conține 27 de specii spontane și cultivate ce aparțin la 6 genuri:
- Chamerion (sin. Chamaenerion)
  - Chamerion angustifolium (sin. Chamaenerion angustifolium) = Răscoage, Zburătoare
  - Chamerion dodonaei (sin. Chamaenerion dodonaei)
- Circaea
  - Circaea alpina = Perișor, Tilișcă
  - Circaea lutetiana = Tilișcă, Iarba vrăjitoarei
  - Circaea x intermedia
- Epilobium
  - Epilobium alpestre = Pufuliță
  - Epilobium alsinifolium = Pufuliță
  - Epilobium anagallidifolium = Pufuliță
  - Epilobium ciliatum = Pufuliță
  - Epilobium collinum = Pufuliță
  - Epilobium hirsutum = Pufuliță
  - Epilobium lamyi = Pufuliță
  - Epilobium lanceolatum = Pufuliță
  - Epilobium montanum = Pufuliță
  - Epilobium nutans = Pufuliță
  - Epilobium obscurum = Pufuliță
  - Epilobium palustre = Pufuliță
  - Epilobium parviflorum = Pufulița cu flori mici
  - Epilobium roseum = Pufuliță
  - Epilobium tetragonum = Pufuliță
- Fuchsia
  - Fuchsia boliviana = Cerceluș
  - Fuchsia fulgens = Cerceluș
  - Fuchsia magellanica = Cerceluș
- Ludwigia
  - Ludwigia palustris
- Oenothera
  - Oenothera biennis = Luminiță
  - Oenothera glazioviana = Luminiță
  - Oenothera parviflora = Luminiță

## Specii din Republica Moldova
Flora Republicii Moldova conține 13 de specii spontane și cultivate ce aparțin la 4 genuri:
- Chamerion
  - Chamerion angustifolium = Răscoage angustifolie
  - Chamerion dodonaei = Răscoage Dodonei
- Circaea
  - Circaea lutetiana  = Iarba vrăjitoarei
- Epilobium
  - Epilobium adenocaulon = Pufuliță
  - Epilobium hirsutum  = Pufuliță
  - Epilobium lamyi  = Pufuliță Lami
  - Epilobium montanum  = Pufuliță de munte
  - Epilobium obscurum = Pufuliță
  - Epilobium palustre  = Pufuliță de baltă
  - Epilobium parviflorum = Pufuliță pervifor
  - Epilobium roseum = Pufuliță rozacee
  - Epilobium tetragonum  = Pufuliță tetragonă
- Oenothera
  - Oenothera biennis  (Onarga biennis) = Luminiță bianală

## Sistematica

### Subfamilia Ludwigioideae
- Genul Ludwigia L.

### Subfamilia Onagroideae
| Tribul Circaeeae - Genul Circaea L. - Genul Fuchsia L. Tribul Epilobieae - Genul Chamaenerion Ség. - Genul Epilobium L. Tribul Gongylocarpeae - Genul Gongylocarpus Schltdl. & Cham. Tribul Hauyeae - Genul Hauya DC. Tribul Lopezieae - Genul Lopezia Cav. - Genul Megacorax Elizondo et al. Tribul Onagreae - Genul Calylophus Spach (= Oenothera) - Genul Camissonia Link - Genul Camissoniopsis W.L.Wagner & Hoch - Genul Chylismia (Torr. & A.Gray) Raim. - Genul Chylismiella (Munz) W.L.Wagner & Hoch - Genul Clarkia Pursh - Genul Eremothera (P.H.Raven) W.L.Wagner & Hoch - Genul Eucharidium Fisch. & C.A.Mey. - Genul Eulobus Nutt. ex Torr. & A.Gray - Genul Gaura L. (= Oenothera) - Genul Gayophytum A.Juss. - Genul Neoholmgrenia W.L.Wagner & Hoch - Genul Oenothera L. - Genul Taraxia (Torr. & A.Gray) Raim. - Genul Tetrapteron (Munz) W.L. Wagner & Hoch - Genul Xylonagra Donn.Sm. & Rose |